# Dinți albi
Dinți albi este un roman din anul 2000, scris de autoarea britanică Zadie Smith. Povestea analizează viața a doi prieteni de pe vremea războiului—bangladeshul Samad Iqbal și englezul Archie Jones—și familiile lor în Londra. Romanul este centrat pe relația Marii Britanii cu oamenii din fostele țări colonizate din Africa, Asia și Caraibe.
Cartea a câștigat mai multe premii, printre care Premiul James Tait Black Memorial 2000 pentru ficțiune, Premiul Whitbread Book 2000 la categoria cel mai bun roman, Premiul Guardian First Book, Premiul Commonwealth Writers First Book și Premiul Betty Trask. Revista Time a inclus romanul în lista celor mai bune 100 de romane în limba engleză din 1923 până în 2005.

## Sinopsis
În ziua de Anul Nou 1975, Archie Jones, în vârstă de 47 de ani, un englez al cărei soție italiană îl părăsește, este singur în mașină și încearcă să se sinucidă prin gazare, când este întrerupt pe neașteptate, ceea ce îl face să renunțe la planul său. Având din nou entuziasm pentru viață, Archie aruncă o monedă și ajunge astfel în mijlocul consecințelor unei petreceri de Anul Nou. Acolo o întâlnește Clara Bowden, o jamaicană cu mult mai tânără, a cărei mamă, Hortense, este un martor al lui Iehova devotat. Clara fusese interesată de Ryan Topps, un bărbat neatrăgător și anti-social, dar relația lor s-a destrămat după ce Ryan devine membru al Martorilor lui Iehova. Archie și Clara se căsătoresc în curând și au o fiică, Irie, care crește și, în ciuda inteligenței, are încredere de sine scăzută.
În Willesden, Londra, locuiește și Samad Iqbal, prietenul cel mai bun al lui Archie, un musulman bengalez din Bangladesh. Cei doi bărbați petrec o mare parte din timpul lor la pubul O'Connell's, deschis doar bărbaților. Archie și Samad s-au cunoscut în 1945, când făceau parte din echipajul unui tanc aflat în misiune prin Europa în ultimele zile din al Doilea Război Mondial, deși au ratat acțiunea de război. După război, Samad a emigrat în Marea Britanie și s-a căsătorit cu Alsana Iqbal, născută Alsana Begum, numită și „Miss Alsana”, într-o căsătorie aranjată tradițională. Samad este chelner într-un restaurant asiatic din West End și este obsedat de istoria presupusului său stră-bunic, Mangal Pandey, un soldat hindus din Uttar Pradesh, nu Bengal, care este faimos pentru că a tras primul foc la Răscoala Șipailor din 1857 (deși a ratat). Samad și Alsana au copii gemeni, Magid și Millat, care sunt de aceeași vârstă c Irie. Samad consideră că este dificil să mențină devotamentul său față de islam în viața tipic engleză. Așadar, este mereu chinuit de ceea ce el vede ca efectele acestui conflict cultural asupra propriului său caracter moral—valorile sale musulmane sunt corupte de masturbare, de băutură și de aventura lui cu profesoara de muzică a copiilor lui, Poppy Burt-Jones. Într-o încercare de a-și păstra convingerile tradiționale, îl trimite pe Magid, în vârstă de 10 ani, în Bangladesh, în speranța că va crește cu învățăturile islamului. Din acel moment, viața celor doi băieți gemeni urmează căi foarte diferite. Spre furia lui Samad, Magid devine un ateu anglicizat care și-a dedicat viața științei. Millat, între timp, urmează calea desfrâului și băuturii, având o pasiune pentru filmele cu mafioți, precum Nașul și Băieți buni. Supărat de marginalizarea poporului său în societatea engleză, Millat pichetează împotriva lui Salman Rushdie în 1989 și în cele din urmă se înscrie într-o frăție fundamentalistă musulmană militantă, cunoscută sub numele de „Keepers of the Eternal and Victorious Islamic Nation” (KEVIN).
Viețile familiilor Jones și Iqbal se întrepătrund cu cea a familiei din clasa de mijloc Chalfen, o familie evreu-catolică de intelectuali educați la Cambridge, care exemplifică un stil de liberalism specific nordului Londrei. Tatăl, Marcus Chalfen, este lector universitar și genetician care lucrează la un proiect controversat, „FutureMouse”, în care introduce substanțe cancerigene în organismul șoarecelui pentru a observa evoluția unei tumori în țesuturile vii. Prin modificarea genomului și observarea progresului cancerului la momente pre-determinate, Marcus consideră că elimină factorul aleatoriu. Mama, Joyce Chalfen, este horticultor și gospodină, care exprimă o dorință de a-l 'vindeca' pe Millat ca și cum ar una dintre plantele sale. Într-o oarecare măsură, familia Chalfen oferă un refugiu sigur deoarece aceștia acceptă și înțeleg viața turbulentă a lui Irie, Magid și Millat. Din păcate, această simpatie este în detrimentul fiului lor, Joshua, ale cărui dificultăți sunt ignorate de către părinții săi. Deși la început era „Chalfenist”, Joshua devine mai târziu rebel și se împotrivește tatălui său și trecutului acestuia prin aderarea la grupul radical pentru drepturile animalelor „Fighting Animal Torture and Exploitation” (FATE). Între timp, după întoarcerea sa din Bangladesh, Magid lucrează ca asistentul lui Marcus la proiectul FutureMouse, iar Millat se implică mai mult în KEVIN. Irie, care a lucrat pentru Marcus, reușește pentru scurt timp să se apropie de Millat, dar este respinsă conform noilor credințe inspirate de KEVIN. Irie consideră că Millat nu o iubește, pentru că el a fost întotdeauna „al doilea fiu”, atât simbolic, cât și literalmente. Millat s-a născut la două minute după Magid. Irie îl face Magid „al doilea fiu” pentru un moment culcându-se cu el chiar după o întâlnire romantică cu Millat. Astfel, Irie rămâne însărcinată și nu știe cine este tatăl copilului ei, deoarece frații sunt gemeni identici.
Firele narațiunii se apropie atunci când Millat și KEVIN, Joshua și FATE și Clara, mama lui Hortense, și Martorii lui Iehova planifică să-și exprime opoziția față de proiectul FutureMouse al lui Marcus la expoziția din Ajunul Anului Nou 1992. La Institutul Perret, Hortense și alți Martori ai lui Iehova cântă cu voce tare în hol. Samad iese pentru a-i face să tacă, dar nu are curaj să facă acest lucru. Când se întoarce, acesta realizează că fondatorul Institutului Perret și cel mai vechi om de știință din comitetul lui Marcus este Dr Perret, nazistul capturat în timpul celui de-al Doilea Război Mondial. Furios că Archie nu l-a ucis cu ani în urmă, Samad fuge și începe să îl înjure pe Archie. Chiar atunci, Millat scoate un pistol amenințându-i pe oamenii de știință. Fără să gândească, Archie sare în fața lui și este împușcat în coapsă. În timp ce cade, dă peste cușca de sticlă a șoarecelui, care scapă.
La sfârșitul romanului, naratorul ne prezintă diferite sfârșituri în stil de televiziune. Magid și Millat execută servicii comunitare pentru infracțiunea lui Millat, deoarece martorii îi identifică pe ambii ca vinovați. Joshua și Irie devin cuplu și i se alătură lui Hortense în Jamaica în anul 2000. Mickey deschide pubul O'Connell's și pentru femei, iar Archie și Samad își invită soțiile în cele din urmă împreună cu ei.

## Adaptări
O adaptare pentru televiziune în patru părți a romanului a fost realizată și difuzată pe Channel 4 în 2002. Aceasta a fost regizată de Julian Jarrold, având în rolurile principale pe Om Puri ca Samad și Phil Davis ca Archie. Fiecare episod se concentrează asupra unui personaj masculin atunci când ajunge într-un punct de cotitură în viața sa: „The Peculiar Second Marriage of Archie Jones”, „The Temptation of Samad Iqbal”, „The Trouble With Millat” și „The Return of Magid Iqbal”.
În 2018, Teatrul Kiln din Kilburn, Londra a anunțat premiera mondială a adaptării  pentru scenă a romanului, creată de Stephen Sharkey. Regizată de directorul artistic al teatrului, Indhu Rubasingham, producția conține 13 piese muzicale originale de Paul Englishby, iar în rolurile principale joacă Tony Jayawardena ca Samad, Richard Lumsden ca Archie și Ayesha Antoine ca Irie.